# Grand et fort
Grand et fort (Walking Big & Tall) est le treizième épisode de la vingt-sixième saison de la série télévisée Les Simpson et le 565e épisode de la série. Il est sorti en première sur le réseau Fox le 8 février 2015.

## Synopsis
Il y a trente ans, Hans Taupeman fit découvrir aux habitants de Springfield l’hymne national de leur ville. 30 ans plus tard, Moe découvre que cet hymne est en réalité utilisé dans une dizaine d’autres petites villes aux États-Unis. Furieux, les habitants exilent Hans Taupeman et Lisa propose alors d’écrire un nouvel hymne avec l’aide de Bart...

## Réception
Lors de sa première diffusion l'épisode a attiré 2,78 millions de téléspectateurs.